# Helen Lundeberg
Helen Lundeberg (Chicago, 24 de junho de 1908 – Los Angeles, 19 de abril de 1999) foi uma pintora norte-americana. Junto com seu marido Lorser Feitelson, ela é creditada por estabelecer o movimento Pós-Surrealista. Seu estilo artístico mudou ao longo de sua carreira e foi descrito de várias maneiras como Pós-Surrealismo, Pintura Hard-edge e Classicismo Subjetivo.